# Jonstjärnen, Dalarna
Jonstjärnen är en sjö i Ludvika kommun i Dalarna och ingår i Norrströms huvudavrinningsområde. Sjöns area är 0,019 kvadratkilometer och den är belägen 250 meter över havet.